# 仮面ライダーガヴ
『仮面ライダーガヴ』（かめんライダーガヴ、欧文表記：KAMEN RIDER GAVV）は、2024年9月1日より、テレビ朝日系列で毎週日曜9時 - 9時30分（JST）にて放送されている東映制作の特撮テレビドラマ、および作中に登場するヒーローの名称。

## 概要
令和仮面ライダー6作目となる本作品では、お菓子がテーマとなる。

## あらすじ
異世界からやってきた青年・ショウマは、空腹で倒れていたところを助けてもらった少年・始から渡されたお菓子を食べたことで自身の眷属であるゴチゾウを生み出す。
だが、その少年が謎の怪物・グラニュートに襲われたことでショウマはゴチゾウを使って仮面ライダーガヴへと変身し、グラニュートを倒す。
空腹で倒れているところを何でも屋の社長・甘根幸果に救われ、彼女の世話になるが、自分のために出会った人がグラニュートの脅威にさらされることを恐れて、再び旅に出る。
一方、母親をグラニュートに奪われたフリーライターの辛木田絆斗は、その復讐のためにグラニュートの情報を追う中で、仮面ライダーガヴと出会い、彼に興味を持つ。

## 登場人物

### 仮面ライダーの変身者
ショウマ / 仮面ライダーガヴ
本作品の主人公。グラニュート界から人間界にやってきた青年。人一倍の食いしん坊で、なかでも人間界のお菓子が大好きで、お菓子を食べることで自らの眷属を生み出す。
その正体は、ストマック家の末弟であるショウマ・ストマックで、幸果に対しては井上 生真（）を名乗っており、彼女からは「ウマショー」と呼ばれている。兄姉たちの差し向ける魔の手から母の故郷である人間界の人々を守るために戦うことを誓う。
- 当初の予定では、『人魚姫』がモチーフであり、6人兄弟の末っ子なのも『人魚姫』から取り入れた設定であるという。人魚の主人公が人間の世界に憧れる理由として、母親が人間ということとなった。

辛木田 絆斗（） / 仮面ライダーヴァレン
フリーライターとしての活動の傍ら、18年前に母親の早恵の命を奪ったグラニュートの情報を追い、復讐の機会を狙う青年。甘いものを食べない。危険な現場にも平気で飛び込んでいく向こう見ずなタイプ。はぴぱれの常連で、幸果からは「ハンティ」と呼ばれている。
酸賀によってグラニュートの器官を体に埋め込む改造手術を受け、仮面ライダーヴァレンへの変身能力を得た。
ショウマがストマック家出身であることを知り、街でショウマに瓜二つのダークショウマが暴れ出したことでショウマに疑念を抱くが、幸果の助言で考えを改め、彼からその生い立ちを聞いて和解する。だが、幼少期のショウマが早恵の最期に関わっていることを知り、彼に非がないことは理解しつつも彼と距離を置いてしまう。行き場を失い、酸賀のもとを訪ねるが、彼がダークショウマを創造していたことや塩谷の死にも大きく関わっていたことを知る。ショウマが生み出したフラッぺいずゴチゾウで変身したヴァレン フラッペカスタムで酸賀が変身した仮面ライダーベイクを倒す。
- 監督の杉原からは「もっと自由でいい」と言われ、フリーライターのときに人に作り笑顔で近づく様子と、グラニュートと対峙した際の「ぶっ潰す」という怒りは、別人でも構わないし、「むしろ別人に見えるくらい強弱をつけて」と言われたという。絆斗役の日野は、絆斗の生い立ちを知ってからは、少しでも彼の孤独を理解したくて、家族となるべく会わないようにしていたという。

ラキア・アマルガ / ラーゲ9 / 仮面ライダーヴラム
ストマック社のワゴンで闇菓子欲しさに暴れていたグラニュート族の青年。ランゴに雇われストマック社のバイトとなる。「ラーゲ9」はバイトとして参加した際のコードネームで、本名はラキア・アマルガ。幸果からは「ラキアン」と呼ばれている。口癖は「だるっ」。一時的に感染者の幸福度を引き上げる毒によって高品質のヒトプレスを生み出す。
ニエルブによって改造され、ミミックキーで人間に擬態し、大量の人間が集う映画館や裁判所を狩り場にしていた。しかしその真の目的は、弟のコメル・アマルガの命を奪った犯人に復讐するためにストマック家に近づくことであった。ショウマに説得されたことで、彼とともに戦う道を選ぶ。
- ストマック社内部に潜り込もうとしたいう設定は、グラニュート界の警察組織の潜入捜査官という設定の名残りであるという。
- グラニュート態のモチーフはクラゲ。
- ウェーブした髪の毛、揺れるピアス、指輪のディテールなどにはクラゲっぽさを残しているが、体をゆらゆらと揺らす動きなどはしないようにしており、片足重心というのを決めているという。

ダークショウマ / 仮面ライダービターガヴ
仮面ライダービターガヴの変身者。ショウマの頭髪や血液などから酸賀が生み出したクローン。粗暴な性格で、倫理観が未発達のため、欲望のままに強奪や破壊を行い、無差別に商店を襲撃してさまざまな菓子を貪り食った。ビターガヴを腹部に備え、お菓子を食べることでショウマ同様に眷属を生むことが可能。複数体が培養されており、最強生物になるために戦闘データが引き継がれている。
- ダークショウマ役の知念は、子供たちが画面で見たときに、違いが一瞬で分かるように、生まれたての赤ちゃんのように見えることを意識したといい、ショウマも何も教わらずに育ったら、こんな子になったかも、というふうに見えてほしいという願いを込めて演じたという。また、役作りのために書き込む「闇ノート」を作って準備したといい、普段は絶対にやらないような悪いことを芝居で出来ることから前のめりで役作りをしたという。

酸賀 研造（） / 仮面ライダーベイク / 仮面ライダービターガヴ
グラニュート研究家を名乗る謎の研究家。ガヴに接触しようとした際に絆斗と出会い、彼の協力者となる闇菓子やグラニュートの内情にも詳しい。
チョコダンゴチゾウとチョコドンゴチゾウを捕獲し、彼らを研究して仮面ライダーヴァレンを生み出した。
ニエルブとは旧知の仲。
仮面ライダーベイクに変身してショウマと絆斗を圧倒するが、ヴァレン フラッペカスタムに敗れたことで戦線離脱する。自身の研究所の別室ではビターガヴを培養しており、彼と赤子の写真や子供用の玩具があった。
その後、ニエルブによってグラニュートの身体を生体移植改造されたことで自我を失い、ビターガヴの移植中に亡くなったことでニエルブの命令に従うゾンビとなり、仮面ライダービターガヴへと変身する。
- 酸賀役の浅沼は、台本から感じたイメージを膨らませて、「空気の読めなさ」をそれに加えたといい、酸賀は「得体の知れないモンスター」ではなく、「人に対する興味が著しく低い変人」であるといい、「出来る限り心を許したくない奴」であることを意識したという。アドリブで指を事あるごとに鳴らしていたのは、酸賀役の浅沼が初めて出した写真集『POPCORN』というタイトルから「ポップコーン=弾ける」をイメージしたものであったといい、ポップコーンの仮面ライダーになりたかったという。チョコレートの仮面ライダーヴァレンを生み出すことが決まっていたため、『チャーリーとチョコレート工場』のウィリー・ウォンカを彷彿とさせるビジュアルイメージで、研究者として分かりやすいアイコンになるものとして浅沼の自宅から持ってきた複数の眼鏡の中から現在のものが選ばれたが、ニエルブと同一人物説が出たことは、浅沼もスタッフも寝耳に水であったという。

マーゲン / 仮面ライダービターガヴ
幅広い人脈と豊富な資金力を持ち、政財界に大きな影響力を持つ、ボッカ・ジャルダックを支援するグラニュート界の豪商。
ボッカとの会談中に食べた闇菓子に心酔したことで、ニエルブによってビターガヴを移植され、自らの体を改造されて人間態を得て、グラニュートハンターであるショウマたちを排除しようとする。

ジープ・ストマック / 仮面ライダービターガヴ
ストマック家の三兄。シータとは双子で、行動を常にともにして互いを補完しあっており、彼女とは対照的に女性言葉を話す。仕入れ統括を担う。本来の姿は銀色と青のオオカミのようで、双短剣を武器とする。
異母弟であるショウマに対しては、母の愛を受けていたため深い憎しみと妬みを抱いていた。ガヴに業務を妨害されたことでシータ共々解雇され、富裕層との政略結婚を強要されたことで、ストマック家を逃走する。自分たちを追いやったショウマに2人がかりで交戦するもシータを撃破され、錯乱する。
その後、ジャルダック家に婿入りする。
- グラニュート態のモチーフは北欧神話のスコルであり、耳飾りが月を模しているのもそれに由来する。
- ジープとシータは、役者やキャラクターの性別と服装や演技が逆転しており、シータ役の川﨑は男性的、ジープ役の古賀は女性的な仕草で演じている。杉原は母親の愛を知らずに育ち、閉じ込められても母親に愛されて育ったショウマを憎んでおり、父親からも相手にされなかったことから父親と母親を互いに演じるようになり、男女逆の服装を身につけるようになったという裏設定を考えたという。
- ジープ役の古賀はこれまで女性寄りの役を演じる機会が多かったため、その時の芝居を意識している。古賀自身にとっての「仮面ライダーの敵」の理想像もあり、ショウマを見下すような態度など、いかにも敵らしい仕草を取り入れている。

### 仮面ライダーの関係者
甘根 幸果（）
何でも屋「はぴぱれ」の社長。ざっくばらんな性格で、みんなの幸せを願う明るくポジティブなギャル。空腹で行き倒れていたショウマを助け、彼を会社に住まわせる。
- 当初は生真面目なキャラであったが、主人公2人が暗く重い性格設定のため、ニュースでギャル社長のインタビューを見たことから、逆に明るいキャラクターとなった。

塩谷 壮士（）
絆斗の師匠であるフリーライター。
オタケによってヒトプレスにされた挙句、真っ二つに割られたことで死亡する。

井上 みちる（）
ショウマの母。約20年前にグラニュート界へとさらわれて長い時を過ごし、ショウマに人間界には多くの美味しいお菓子があることを教える。ストマック兄弟によって、命を奪われる。

井上 優（）
お菓子カフェ「ひだまり」店主。みちるの兄で、ショウマの母方の伯父。両親はみちるが行方不明になった後に心労が崇って亡くなっている。ショウマがオチルの事件以降常連客として店を訪れており、後に絆斗の調査でみちるの兄であることが判明する。

### ストマック社
グラニュート界で製菓業を経営する同族企業。
闇菓子にハマったグラニュートを「バイト」として雇う。バイトのグラニュートは人間に擬態して人間界に潜り込み、幸せな人間を捕獲してはヒトプレスに変えてストマック社に献上し、その見返り（バイト代）として闇菓子を得ている。
腰のベルト型アイテム・ミミックデバイザーにミミックキーをセットすることでグラニュート態と人間態に自在に姿を変える。共通して杖を持っており、固有の武器に変化させて戦う。
- 打ち合わせ時期は国内を「海外から指示された闇バイトによる事件」が騒がせていたころであり、観ている子どもたちが将来闇バイトの誘いに乗らないように、「流されず自分でしっかり考えよう」といったことを伝えたかったという[3]。

ブーシュ・ストマック
ストマック家の父親。ストマック社の2代目社長。故人。みちると幼少期のショウマをストマック家の屋敷に閉じ込めていた。ランゴによって暗殺されていた。

ランゴ・ストマック
ストマック家の長兄。ストマック社の3代目社長。グラニュート界を闇菓子を使って掌握しようともくろむ。類まれなる格闘センスを活かした大剣での攻撃を得意とし、刀身に自らが発するエネルギーを纏わせることで自在にその斬撃範囲を変化させる。また、相手の攻撃を自動的に防ぐ絶対防御を誇るオーラシールドを展開させたり、純粋な破壊エネルギーの塊である火球を腹部のガヴから放つことが可能。
シータとジープを解雇した後は、仕入れ統括となる。だが、ボッカがストマック社の秘密を知って管理下に置いたことで、社長を解任され、ガヴに敗北する。
- 杉原は個性派揃いのストマック家を率いる存在として、そこにいるだけで存在感のあるキャラクターというイメージで「絶対的な強さ」が必要であると考え、武部からの推薦で塚本がランゴ役に決まったという。

グロッタ・ストマック
ストマック家の長姉。闇菓子製造の生産ラインの責任者で、工場を統括する。質のいい闇菓子を作ろうと目を光らせる。短い杖を変形させた大鎌を武器とする。怪人態では攻撃を受けた際に衝撃を体表の突起状の器官に吸着させることで大ダメージを回避する。対象に向けて複数吸着した衝撃を合わせて一気に放出することでエネルギーを消費せずに凄まじい破壊力を発揮する。
コメルや早恵を攫ったラゴー（健二）、そしてデンテをも手にかけるが、家族を求めており、ヴラムに敗れたことでランゴの腕の中で息を引き取る。
- グラニュート態のモチーフは北欧神話のクラーケン。グラニュート態の戦闘スタイルは千歳が好きなプロレス技が採用された。
- 杉原の「セクシーな女性」というアイデアと香村の「強い女性」というアイデアを合わせたキャラクターであるという。

ニエルブ・ストマック
ストマック家の次兄。デンテの研究を引き継ぎ、バイトの改造などを手掛ける技術開発部を統括し、対赤ガヴ対策も担当している技術者。瞬時に体内で生成された特殊な毒液を展開することで毒の沼を周囲に形成して対象を攻撃する。戦闘力や体術が劣っているが、余りある高い知識でそれを補い、弓を用いた性格で打突力の高い射矢による中・遠距離攻撃を得意とする。
- グラニュート態のモチーフは北欧神話のヨルムンガンド。

シータ・ストマック
ストマック家の次姉。ジープとは双子で、行動を常にともにして互いを補完しあっている。一人称は「俺」。闇菓子の原料となる人間の仕入れ統括を担う。本来の姿は銀色と白のオオカミのようで、短銃を武器とする。
異母弟であるショウマに対しては、母の愛を受けていたため深い憎しみと妬みを抱いていた。ガヴに業務を妨害されたことでジープ共々解雇され、富裕層との政略結婚を強要されたことで、ストマック家を逃走する。自分たちを追いやったショウマに2人がかりで交戦するもケーキングフォームに圧倒され、ケーキングブレイキングからジープを庇って爆死する。
- グラニュート態のモチーフは北欧神話のハティであり、耳飾りが太陽を模しているのもそれに由来する。
- ジープを演じる古賀がメイクをすると可愛らしくなって、女同士の双子にしか見えなくなるため、低い声を出したり、男の子らしい仕草をしたという。

デンテ・ストマック
ショウマの大叔父（祖父の弟）。幼いショウマのガヴをブーシュの依頼で改造する強化手術をした技術者。ニエルブの師匠。
かつてはストマック社の技術部門を担っていたが、人間界の菓子にハマったことがきっかけで人間界に居着いている。

ゾンブ・ストマック
ショウマの祖父で、デンテの兄。ストマックの創設者で、デンテに闇菓子の製造を命じた闇菓子の生みの親。

### ジャルダック家
グラニュート界の権力者。

ボッカ・ジャルダック
リゼルの父親で、政治手腕に長けたグラニュート界の大統領。リゼルを溺愛している。圧倒的な権力をストマック家に見せつける。強靭な肉体はグラニュートの中でも突出しており、高出力のエネルギー波を両腕から発したり、大気を利用した振動操作などその攻撃力は圧倒的である。
婿入りしたジープからストマック社の秘密を密告され、ストマック社を管理下に置き、闇菓子を利用しようとする。
- 全身グラニュート態のモチーフはクトゥルフ。

リゼル・ジャルダック
ボッカの愛娘。少し変わったものを可愛がり、ジープと結婚したことでお菓子と人間界に興味を持つ。

## 仮面ライダー

### コンセプト・演出
モチーフがお菓子であると同時に、質感を強調したスタイリングとなっている。
普段の仮面ライダーは攻撃を受けた際に火花を弾着で散らしているが、本作品ではそれをやっていないという。また、攻撃表現も普段であれば弾丸を合成で表現しているが、本作品では一部のシーンで着色した消臭ビーズを実際に飛ばしている。
「お菓子や食べ物を無駄にしない」ということに気を使い、ゴチゾウたちにガヴの飛び散ったアーマーをキャッチさせたり、ゴチゾウたちにチョコダンフォームの銃撃で壁に飛び散ったチョコを舐め取ってもらうことで、画面に映っていないところでも「ゴチゾウが戦いで飛び散ったお菓子を食べている」と思ってもらえるようにしている。
アクション時などに、フォームごとに異なる擬音語文字が画面に表示される。文字のアイデアを出しているのはアクション監督の藤田である。現場でワイヤーを使ったアクションを撮影し、擬音語文字を後からはめ込んでいる。

### 共通ツール
ヴラスタムギア
ヴラム・ヴァレンのカスタマイズギア。ニエルブがデンテの残した資料や酸賀から提供された資料をもとに独自の解釈を加えて完成させた対グラニュートハンター用ヴラムシステム。ゴチゾウを用いることで変身者をカスタマイズしてさまざまな能力付与が可能となる。バックルの状態で携行され、腰部に当てるとベルトが自動で展開して装着される。天面の抽出台・リバースコフィンにゴチゾウをセットして「カップオン」の音声が鳴った後、操作レバー・フォルタネイターを下げることでヴラムに変身する。
ヴァレンが用いるものは、デンテによって変身の負担が軽減された改良型となっている。

ベイクマグナム
ベイク・ビターガヴの変身デバイス兼武器。これまでの研究成果の集大成として酸賀自身が設計・開発した。ゴチゾウから特殊能力を抽出する機能を備え、その能力を組み込んだ変化や、各種攻撃などが可能となる。銃身の抽出台・セッターコフィンにゴチゾウをセットし、起動レバー・クリムゾンジャッキを3回開閉させてトリガー・トラクショントリガーを引くことでベイクに変身する。
マーゲン・ジープ・酸賀が変身したビターガヴも使用している。

ガヴフォン
デンテが開発した特殊情報端末。

### 仮面ライダーガヴ
ショウマがガヴ（赤ガヴ）で変身する仮面ライダー。
決めゼリフは「どうする？二度と闇菓子に関わらないか、この場で俺に倒されるか？」。
- 戦闘時の掛け声は、単調になりがちのため、ゲーム『ストリートファイター』や先輩ライダーの掛け声を参考にしたという[35]。
- アクション監督の藤田は、一旦ガヴのヒーローらしいデザインを忘れ、「グラニュート=モンスター」という出自を意識して野生的な構えやファイトスタイルにしたという[31]。

形態
ポッピングミフォーム
ポッピングミゴチゾウで変身するガヴのメイン形態。擬音語文字は紫色の「ムニュ」。
変身音声は「ポッピングミ、ジューシー！」。
ジューシーなグミの力による敏捷性と高いジャンプ力を活かした攻撃を得意とする。グミをイメージしたパープルのクリアボディに、カラフルなアーマーをまとう。各所を覆うアーマーは、高い粘弾性によってあらゆる衝撃を弾き返す。また、限界を超えた場合は粒状に弾け散ることで衝撃を逃がす。欠損したアーマーはポッピングミゴチゾウを再度使うことで補充できる。
- スーツはアップ・アクション用の2種類が制作された。

キッキングミアシスト
ポッピングミフォームの状態でキッキングミゴチゾウを追い菓子することで変身するキック力増強形態。擬音語文字はオレンジ色の「ムニュ」。
変身音声は「キッキングミ！」。
右膝から下に強化足レンジキッキングを装着し、空中高くジャンプし、レンジキッキングを放つ。
パンチングミアシスト
ポッピングミフォームの状態でパンチングミゴチゾウを追い菓子することで変身するパンチ力が強化された形態。擬音語文字は水色の「ムニュ」「シュワ」。
変身音声は「パンチングミ！」。
右肘から先に強化拳シュワパンチングを装着して打ち込む。
キッキングミ&パンチングミアシスト
ポッピングミフォームの状態でキッキングミゴチゾウとパンチングミゴチゾウを追い菓子することで変身する形態。
レンジキッキングとシュワパンチングを同時に装備。
ザクザクチップスフォーム
ザクザクチップスゴチゾウで変身するポテトチップをモチーフにした派生形態。擬音語文字はのり塩チップスのような「ザク」「ザック」。
変身音声は「ザクザクチップス、ザックザク！」。
ザクザクチップスラッシャーの二刀流で戦う。
- 攻撃時などに生じる緑の粉塵のエフェクトは、のり塩をイメージしたもの。発案者は監督の杉原。

ヒリヒリチップスアシスト
ザクザクチップスフォームの状態でヒリヒリチップスゴチゾウを追い菓子することで変身する形態。擬音語文字は赤っぽいチップス風の「ヒリ」。
変身音声は「ヒリヒリチップス！」。
ふわマロフォーム
ふわマロゴチゾウで変身するマシュマロをモチーフにした形態。擬音語文字は薄黄色の「フワ」。
変身音声は「ふわマロ！ふわふわ〜」。
弾力性のある白いアーマーは衝撃吸収性に優れ、敵の攻撃を吸収する。また、アーマーに含まれる気泡の比重を変えることで空中浮遊や水上歩行が可能。必殺パンチを両腕から繰り出す。手の形状のせいか物を持ちにくいという難点を抱えている。
まるマロアシスト
ふわマロフォームの状態でまるマロゴチゾウを追い菓子することで変身する形態。
変身音声は「まるマロ！」。
上半身・まるふわラングが大きくなり、マシュマロのような円筒形に変化することも可能。
- CGによって表現される。

チョコダンフォーム
チョコダンゴチゾウで変身するチョコをモチーフにしたガンマンのような形態。擬音語文字は板チョコ風の「パキッ」「バキューン」。
変身音声は「チョコダン、パキパキ！」。
専用銃・チョコダンガンで、敵を百発百中の腕で撃ち抜く。
チョコドンアシスト
チョコダンフォームの状態でチョコドンゴチゾウを追い菓子することで変身する形態。
変身音声は「チョコドン！」。
グルキャンフォーム
グルキャンゴチゾウで変身するキャンディをモチーフにした巨大ロボットのような形態。擬音語文字は白・赤・水色のトリコロールの「カキン」。
変身音声は「グルキャン、ペロペロ！」。
硬質・高密度の生体組織を有しており、防御力が高い。その重量と硬さを活かしたパンチやキックを放つ。敵をブルキャンガトリングで連射する。
- ブル（雄牛）の意匠が胸部に見られる。専用のアンダースーツを着込み、各アーマーをその上から装着する。グリップが大型の腕に入っており、内側から見える中の手で握って保持が可能となっている。武器やガヴの操作は中の手で行う。

バクキャンアシスト
グルキャンフォームの状態でバクキャンゴチゾウを追い菓子することで変身する形態。
変身音声は「バクキャン！」。
両肩に大きな破壊力を誇る円柱形の硬弾を射出する双砲・ロックバクキャノンを搭載している。
ブシュエルフォーム
ブシュエルゴチゾウで変身する形態。
変身音声は「ブシュエル、ふわふわ！」。
クリスマックスによる斬撃を得意とする。また、地面から丸太型の攻撃効果を突き出させることができ、敵の足止めなどに用いる。胸部・ブシュエルラングは、一定方向へ巻き上げることで高トルクを発生させる。
ケーキングフォーム
ケーキングゴチゾウで変身する強化形態。擬音語文字はホイップクリーム風の「ホイップ」。
変身音声は「ケーキング、アメイジング！」。
ガヴホイッピアの槍術や射出したホイップを用いたトリッキーな攻撃を得意とし、戦闘力は王者のように凄まじいが、一気に膨大なエネルギーを消費するため激しく体力を消耗する。
- 撮影用スーツはアップ・アクション兼用の1着が制作された。眼のパーツをアクション時に換装する。

ブリザードソルベフォーム
ブリザードソルベエゴチゾウで変身する強化形態。キーカラーはクリーム色と水色のマーブル、銅色、紫。擬音語文字は氷風の「シャリーン」。
変身音声は「ブリザードソルベ、ヒエヒエ！」。
身体が変身することによって超低温による超伝導状態となり、神経系伝達のタイムラグのない素早い行動が可能。また水面などを放出する冷気の凍結能力で一瞬で凍結させ、磁場を利用したスピンや滑走を駆使して敵の動きを制限しながら戦う。ブリザードソルベエゴチゾウを回転させて「アタリ」が出ると特殊能力を発動させることが可能。高い戦闘力を有しているがアイスのため、ゴチゾウが時間経過で溶けると変身解除されるという弱点を持っている。
- 撮影用スーツは、アップ・アクション兼用の1体が制作されている。アンダースーツは新規造形。

オーバーモード
ゴチポッド オーバーエナジーを展開して変身する最強フォームの第1形態。キーカラーはオレンジ。
変身音声は「オーバーエナジー！」。
大型化した手・パンチングオーバーと足・キッキングオーバーからゴチポッドから溢れ出る超パワーを用いて、最強火力パンチを一気に打ちだす。破壊力と防御力に長けるが制御が難しく、マスターモードと併用することで真価を発揮する。
- オーバーカロリーがネーミングの由来。

マスターモード
ゴチポッド マスターテイストを展開して変身するもうひとつの最強形態。キーカラーは青と紫。擬音語文字は虹色の「ムニュッ」。
変身音声は「マスターテイスト！」。
完璧にグラニュートと人間、眷属の力が調和されたボディーを持ち、100体のゴチゾウの力を集約したことで、パワーと防御に特化していたオーバーモードと異なり、敏捷性と走力に特化しており、あらゆるゴチゾウの特性を使用可能なマスター能力を持つ。力のコントロールが可能で、攻撃スピードも速いが、破壊力はオーバーモードに劣ることから、敵を高速で捕捉した後にオーバーモードにスイッチするというトリッキーな戦法を用いる。
- 撮影用スーツは、アップ・アクション兼用の1着が制作された。オーバーモードと同一のアンダースーツで、アンダースーツから各部プロテクターに走る黄色のライン取りも変更している。

アメイジングミフォーム
アメイジングミゴチゾウで変身する強化形態。

スペック
| 名称                              | 身長       | 体重      | パンチ力 | キック力 | ジャンプ力 （ひと跳び） | 走力 （100 m） | 初登場                       |
| --------------------------------- | ---------- | --------- | -------- | -------- | ----------------------- | -------------- | ---------------------------- |
| ポッピングミフォーム              | 192.9 cm   | 72.3 kg   | 1.0 t    | 2.0 t    | 4.2 m                   | 7.6秒          | - 劇場版ガッチャード - 第1話 |
| キッキングミアシスト              | 192.9 cm   | 75.6 kg   | 1.0 t    | 2.9 t    | 7.0 m                   | 9.6秒          | 第1話                        |
| ザクザクチップスフォーム          | 192.9 cm   | 75.3 kg   | 0.9 t    | 1.0 t    | 3.3 m                   | 8.0秒          | 第2話                        |
| パンチングミアシスト              | 192.9 cm   | 74.7 kg   | 2.0 t    | 2.0 t    | 4.2 m                   | 9.0秒          | - 劇場版ガッチャード - 第3話 |
| ふわマロフォーム                  | 191.0 cm   | 65.8 kg   | 1.0 t    | 1.0 t    | 2.5 m                   | 9.5秒          | 第4話                        |
| まるマロアシスト                  | 191.0 cm〜 | 65.8 kg〜 | 1.0 t    | 1.0 t    | 2.5 m 以下              | 9.5秒 以下     | 第4話                        |
| チョコダンフォーム[53]            | 191.6 cm   | 79.2 kg   | 0.8 t    | 1.6 t    | 2.3 m                   | 8.2秒          | 第7話                        |
| グルキャンフォーム[44]            | 227.8 cm   | 860.2 kg  | 1.8 t    | 2.4 t    | 1.2 m                   | 11.0秒         | 第9話                        |
| バクキャンアシスト[46]            | 236.0 cm   | 968.8 kg  | 1.8 t    | 2.4 t    | 1.0 m                   | 11.4秒         | 第10話                       |
| キッキングミ&パンチングミアシスト | 192.9 cm   | 78.0 kg   | 2.0 t    | 2.9 t    | 6.3 m                   | 11.0秒         | 第13話                       |
| ブシュエルフォーム[47]            | 195.8 cm   | 86.6 kg   | 1.1 t    | 2.1 t    | 2.1 m                   | 8.6秒          | 第13話                       |
| ケーキングフォーム                | 196.0 cm   | 91.2 kg   | 1.3 t    | 6.4 t    | 1.5 m                   | 9.0秒          | 第14話                       |
| ブリザードソルベフォーム          | 195.5 cm   | 89.8 kg   | 2.6 t    | 6.6 t    | 5.7 m                   | 6.8秒          | 第24話                       |
| オーバーモード                    | 198.8 cm   | 112.2 kg  | 10.0 t   | 8.1 t    | 2.0 m                   | 9.8秒          | 第33話                       |
| マスターモード                    | 198.8 cm   | 84.5 kg   | 5.1 t    | 7.8 t    | 9.1 m                   | 4.8秒          | 第36話                       |
| アメイジングミフォーム            | 197.3 cm   | 80.8 kg   | 8.8 t    | 9.0 t    | 7.3 m                   | 6.0秒          | 第48話                       |

ツール・武器
ガヴ（赤ガヴ）
ガヴの変身ベルト。ほかのグラニュートとは一線を画す特殊な形状のガヴで、デンテによって強化改造が施されており、「赤ガヴ」とグラニュートたちから呼ばれている。人間界のお菓子を食べることで眷属のゴチゾウを生成、ガヴ経由でゴチゾウを食べることで変身や武器生成を行う。普段はショウマの腹部に生えており、変身時に注入器官・ウェイタムが腹部に巻かれる。舌・テイスタンにゴチゾウをセットし、「EAT ○○」の待機音声が鳴ると、バックル右側のハンドル型咀嚼器官・ガヴドルを回転させることで上顎・レッドジョーによって咀嚼が行われ、バックル左側の舌鼓・デリカッションを押すことで特定の変身音声とともにガヴに変身する。フォームチェンジや必殺技の発動も同様のシークエンスで行われる。
- 例年では顔の横にバックルを構え、腹に付け、キーアイテムを出してバックルにセットする手順だが、戦闘シーンのみであるとベルトの露出時間が少なくなるため、ベルトを普段から巻いていることにすれば、変身アイテムのカットのみを撮れ、お菓子モチーフにすることが決まり、お菓子を食べる変身ベルトとなり、お腹に付いている口がベルトという設定となった。

ガヴガブレイド
赤ガヴから取り出される、するどい刃が大きな刀身の左右に付いたガヴの剣型武器。ゴチスピーダーを射出することも可能。
- ファンタジーの中のリアリティ度を上げるために、お腹の口から出るようにしている。

ゴチスピーダー
ゴチゾウ専用のミニバイク。ガヴガブレイドの中心部・スピランチにゴチゾウをセットし、柄のブレイボンを押すことで射出される。命中しても決定的なダメージをグラニュートに与えることはできないが、ガヴをさまざまな場面でアシストする。
- プロップは実際にゴチゾウが乗り込めるものも制作されている。
- 敵をゴチゾウだけで倒してしまうとショウマが変身する意味がなくなってしまうため、発射までの映像はかっこよくしているが、全然効かないオチにしている。

ザクザクチップスラッシャー
ザクザクチップスフォームの専用剣型武材。ザクザクチップスゴチゾウによって生成され、基本は二刀流で運用される。特定の角度で切り込むことで、相手が切られたことに気が付かないほどの鋭い一閃を繰り出す。ポテトチップ型のエネルギー刃や刀身そのものを飛ばすことも可能。
刀身は簡単に砕けるが、すぐに修復される。また、砕けた刀身の欠片を遠隔操作することも可能。
ヒリヒリチップス
ヒリヒリチップスゴチゾウを追い菓子することで高熱を刃に纏わせた強化斬撃を繰り出す。
チョコ
ヴァレン チョコドンフォームの協力で特殊コーティングを刃に施すことで大幅に耐久性が向上した。擬音語文字はチョコがかかったチップス風の「ザク」。
チョコダンガン
チョコダンフォームの専用銃型武材。チョコダンゴチゾウによって生成された。初使用時は銃身が長方形の板チョコ型であり、ガヴがかじることで銃らしい形にした。
板チョコの1ピースのような弾丸を放ち、着弾点にはゴチゾウが集まる。超高温の溶解弾から超低温の硬質弾への無段階変化が可能で、単射から連射まであらゆる射撃速度に対応できる。チョコダンガンとの斉射で最大効果を発揮する。
- モチーフは包み紙を剥がした板チョコレート。

チョコドンガン
チョコダンフォームの専用銃型武材。チョコドンゴチゾウを追い菓子することによって生成された。チョコダンガン同様、超高温の溶解弾から超低温の硬質弾への無段階変化が可能で、単射から連射まであらゆる射撃速度に対応できる。
チョコダンガンとの斉射での戦闘が可能となる。第8話では2丁生成し、1丁をヴァレンに貸与した。
また、ヴァレン フラッペカスタムがヴラスタムギアにチョコドンゴチゾウを追い菓子することによって生成することが可能。
- モチーフはホワイトチョコレート。
- チョコダンガンとチョコドンガンの銃撃シーンでは、サバイバルゲームなどで用いられる銃とペイント弾が用いられた。これにより、一般的な弾着では不可能な「チョコが炸裂したような演出」を可能としている。

ブルキャンガトリング
グルキャンフォーム用のガトリング砲型の専用銃型武材。ブルキャンゴチゾウを追い菓子することによって生成された。給弾機構・ウィーループを回転させることで内部の動力源・ブルブモータでゴチゾウたちが生成した硬質玉を射出口・ガドロップに供給され、高速回転による連続射撃が可能。
ブルキャンバギーからの変形も可能。第10話ではヴァレンに貸与した。
クリスマックス
ブシュエルフォーム用の斧型武材。ブシュエルゴチゾウを追い菓子することによって生成された。刃・グロースレードでの切断と同時に重層的に衝撃波を送り込むほか、回転を加えることで斬撃を飛ばすことも可能。
ガヴホイッピア
ケーキングフォーム用の槍型武材。ケーキングゴチゾウを追い菓子することによって生成された。ホールデコル上部の特殊操作装置・ホイップッシュを絞ることで特殊ホイップを先端の放出口・クリムノズルから射出する。
- モチーフはペストリーバッグ。
- ホイップッシュはウレタン成形で、実際に絞り出すように手で押し込めることが可能。

ブリザードソルベエゴチゾウ
疲労困憊のショウマが幸果から貰ったアイスクリームを食べさせられたことで誕生したゴチゾウ。ガヴのデリカッションを押すことでブレード状にコーン部分が展開し、ブリザードソルベフォームに変身する。ブレードを1回転させると「当たり！」というコールがたまに起こり、補助的な効果を発生させる。
- アップ用プロップは回転ギミックがあり、アクション用はそれが固定されている。

ゴチポッド
デンテが自らの歯を材料に開発したガヴの強化アイテム。吸収口・ゴチギャザーから100体のゴチゾウを圧縮・格納し、機能を上下反転させることで切り替え、仮面ライダーガヴ オーバーモードおよびマスターモードへの変身が可能となる。
- オーバーエナジー展開時の中央部・オーバーシンボルは軟質樹脂で成形されているため、押すことが可能。空状態のプロップも制作されている。

必殺技
ポッピングミフィニッシュ
ポッピングミフォームの必殺技。
キッキングミキック
キッキングミアシストの必殺技。
パンチングミパンチ
パンチングミアシストの必殺技。
ザクザクチップスフィニッシュ
ザクザクチップスフォームの必殺技。
ヒリヒリチップスファイヤー
ヒリヒリチップスアシストの必殺技。
ふわマロフィニッシュ
ふわマロフォームの必殺技。
チョコダンフィニッシュ
チョコダンフォームの必殺技。
チョコドンバースト
チョコダンフォームの必殺技。
グルキャンフィニッシュ
グルキャンフォームの必殺技。
バクキャンブラスト
バクキャンアシストの必殺技。ロックバクキャノンと脚部の左右各2門の砲口から砲撃を行う。
ブシュエルフィニッシュ
ブシュエルフォームの必殺技。
ケーキングフィニッシュ
ケーキングフォームの必殺技。
ケーキングブレイキング
ケーキングフォームの必殺技。赤ガヴから外したケーキングゴチゾウをガヴホイッピア鍔部のゴチゾウ専用台座・ホールデコルにセットして、ホイップッシュを3連続で押し、トリガー・ピアリガーを引くことで発動する。
アイスイリュージョン
ブリザードソルベフォームの必殺技。ブリザードソルベエゴチゾウのブレードを4回転以上連続で回して発動する。
アイスブレイク
ブリザードソルベフォームの必殺技。
オーバースマッシュ
オーバーモードの必殺技。
オーバーフィニッシュ
オーバーモードの必殺技。
マスターブースト
マスターモードの必殺技。
アメイジングミフィニッシュ
アメイジングミフォームの必殺技。

マシン

ブルキャンバギー
ブルキャンゴチゾウを使用することで生成される特殊車両。
タイヤ側面に備わる発射口ガドロップから硬質の球を連射できる。駆動輪・ウィーループは、どんな悪路でも決してバーストしない高い走破性を誇る。
ブルキャンガトリングからの変形も可能。

#### ホイップ兵
ガヴホイッピアのホイップッシュを長押しすることで発動させるホイップパーティーで召喚する人型の眷属。
棍・ホイップロッドが武器。また、ガヴホイッピアのホールデコルにケーキングゴチゾウ以外のゴチゾウをセットした状態でホイップパーティーを発動することで、ホイップ兵に能力を付加（デコレート）させることが可能。
形態
ザクホイップ兵
ザクザクチップスゴチゾウを使用して変身する形態。ザクザクチップスラッシャーを装備する。
チョコホイップ兵
チョコダンゴチゾウを使用して変身する形態。チョコダンガンを装備する。
アイスホイップ兵
ブリザードソルベフォームがガヴホイッピアで召喚する眷属。ホイップ兵に酷似しているが、身体の装甲がアイスのコーン状となっている。

スペック
| 名称             | 身長     | 体重    | パンチ力 | キック力 | ジャンプ力 （ひと跳び） | 走力 （100 m） | 初登場 |
| ---------------- | -------- | ------- | -------- | -------- | ----------------------- | -------------- | ------ |
| ホイップ兵       | 188.5 cm | 43.3 kg | 0.4 t    | 1.9 t    | 0.4 m                   | 12.3秒         | 第14話 |
| ザクホイップ兵   | 188.5 cm | 46.3 kg | 0.3 t    | 0.3 t    | 0.9 m                   | 10.2秒         | 第15話 |
| チョコホイップ兵 | 188.5 cm | 50.2 kg | 0.2 t    | 0.4 t    | 0.6 m                   | 10.4秒         | 第15話 |

### 仮面ライダーヴァレン
辛木田絆斗がで変身するチョコレートの仮面ライダー。2種類のチョコレートを身にまとう。
- アクション監督の藤田は、クールなキャラクターを創造していたが、初変身時の第5・6話の台本を読んでクールというより必死に食らいつくような印象であったといい、ショウマと異なり、改造手術前は一般人であることを踏まえて、「ものすごくつよいわけではない」が「アツさがあって頼りになる」ことで愛されるキャラクターにすることになったという[31]。

形態
チョコドンフォーム
ヴァレンバスターとチョコドンゴチゾウで変身するヴァレンの基本形態。
変身音声は「チョコドン、パキパキ」。
ドーマルフォーム
ヴァレンバスターとドーマルゴチゾウで変身する形態。擬音語文字はドーナツ風の「モフ」。
変身音声は「ドーマル、もふもふ」。
身を胸部の敵の攻撃を無効化するクッションとなるドーナツ状のプロテクター・ドーマルチェストリングで守り、複数のリングを展開することで連携攻撃が可能となり、敵にリングを投げて柔軟性を活かして拘束する。また前腕のリング・ドーマルグラブリングを肥大化させて衝撃を弾くシールドとして機能する。
ブシュエルフォーム
ヴァレンバスターとブシュエルゴチゾウで変身する派生形態。
変身音声は「ブシュエル、ふわふわ！」。
クリスマックス（ヴァレン）による斬撃を得意とする。胸部・ブシュエルチェストログはエネルギー密度が高く、一定方向へ巻き上げることで高トルクを発生させる。
- 撮影用スーツはガヴのものを色替えしたパーツ類を装着しており、マスクは新規造形。

チョコルドフォーム
ヴァレンバスターとチョコルドゴチゾウで変身するヴァレンの形態。
変身音声は「チョコルド、パキパキ」。
一時的にチョコドンフォームを上回る強力な戦闘力を発揮し、大幅にラッシュと打撃力のスピードが向上しているが、大きな身体的負担を強いられる代償がある。
フラッペカスタム
ヴラスタムギアとフラッぺいずゴチゾウで変身するヴァレンの強化形態。擬音語文字はチョコレート風の「シャリッ」と生クリーム風の「フワフワ」。
変身音声は「フラッペカスタム、シャリシャリ」。
拳と足に凍気を纏わせることでパンチ力やキック力を強化することが可能で、その戦闘力はチョコルドフォームを遥かに上回る。ヴァレンバスターも銃として引き続き用いる。
- アンダースーツは新規造形。

スペック
| 名称                   | 身長     | 体重    | パンチ力 | キック力 | ジャンプ力 （ひと跳び） | 走力 （100 m） | 初登場 |
| ---------------------- | -------- | ------- | -------- | -------- | ----------------------- | -------------- | ------ |
| チョコドンフォーム     | 196.8 cm | 79.6 kg | 0.6 t    | 0.9 t    | 3.0 m                   | 8.0秒          | 第6話  |
| ドーマルフォーム[70]   | 195.0 cm | 82.1 kg | 0.5 t    | 0.7 t    | 4.2 m                   | 8.8秒          | 第12話 |
| ブシュエルフォーム[72] | 194.0 cm | 94.2 kg | 0.7 t    | 1.0 t    | 0.8 m                   | 9.1秒          | 第16話 |
| チョコルドフォーム     | 196.8 cm | 80.4 kg | 1.8 t    | 2.7 t    | 3.6 m                   | 7.5秒          | 第24話 |
| フラッペカスタム       | 201.0 cm | 91.5 kg | 2.6 t    | 6.5 t    | 5.5 m                   | 7.0秒          | 第28話 |

ツール・武器
ヴァレンバスター
ヴァレンの変身デバイス兼武器。ガヴを参考にして酸賀が作った。ゴチゾウから特殊能力を抽出する機能を備え、その能力を組み込んだ変化や、各種攻撃などが可能となる。変身者にグラニュートの器官を移植することで、超人的な能力を人間に与える変身システムを構成する。銃身の抽出台・セッターコフィンにゴチゾウをセットし、起動レバー・クラックジャッキを180度回転させてトリガー・トラクショントリガーを引くことでヴァレンに変身する。
- アップ用プロップには展開用ギミックが仕込まれている。

ヴァレンバックル
ヴァレンの特殊機構。左腰の懸下器官・バスターホルダーにヴァレンバスターを懸下することが可能。
クリスマックス（ヴァレン）
ブシュエルフォーム用の斧型武材。ブシュエルゴチゾウを追い菓子することによって生成された。刃・ブラウグロースレードでの切断と同時に重層的に衝撃波を送り込むほか、回転を加えることで斬撃を飛ばすことも可能。起爆性の粒子を拡散させる媒体としても機能する。
- 撮影用プロップはガヴ ブシュエルフォーム用のアップ・アクション兼用のものの改造。

フラッぺいずゴチゾウ
ベイクとの戦いの中でショウマが生み出したゴチゾウ。チョコソースのかかったホイップクリーム部分のフラッペ一郎とフローズンドリンク部分のフラッペ二郎、兄弟のゴチゾウが形成する合体ゴチゾウとなっている。関西弁を喋る。

必殺技
フラッぺいずボルテックス
フラッペカスタムの必殺技。

### 仮面ライダーヴラム
ラーゲ9がヴラスタムギアで変身する第3の仮面ライダー。
- 名前の由来は、プリンやゼリーの容器に用いられる円盤台・フラスタムをもじったもの[75]。
- 共通のベーススーツに各プロテクターパーツを換装することで表現している[76]。ブーツは内側に色違いのベロを折り込んでいる[76]。
- ラーゲ9役の庄司と、スーツアクターの永徳は2人で話し合って決め、パンチをする前の構えや、動作に入る前のワンアクションなどの見え切りは基本的にやらず、気合いを入れて戦うのではなく、だるいから仕方なく戦う、ことを表現しているという[11][12]。
- 「野生的」なガヴと、「情熱的な泥臭さ」のヴァレンは被るとこがあるため、2人にない要素として「ダウナー系でクール」となった[31]。当初は「クラゲモチーフのグラニュートが変身する」という設定や「プリンのライダー」という設定を活かして常に揺れながら戦う「プリン拳法」を用いるファイトスタイルを考案したがボツとなり、ヴァレンを膝スライディングからのヤンキー座りで煽るシーンが唯一残った動きで、その動きを膨らませることでファイトスタイルが決まったという[31]。永徳も「戦闘のプロではないものの喧嘩慣れしている」というプランを立てているという[77]。

形態
プリンカスタム
どっプリンゴチゾウで変身するヴラムの基本形態。キーカラーは黄色とカラメル色。擬音語文字は黄色とカラメル色の「ぷるん」。
変身音声は「プディング、ヴラムシステム」。
ゼリーカスタム
ぷるゼリーゴチゾウで変身するヴラムの派生形態。キーカラーはピンクとマゼンタ。擬音語文字はピンクとマゼンタの「ぷるん」。
変身音声は「ゼリー、ヴラムシステム」。
全身の透明化が可能だが、時間経過とともに指数関数的に増大する負荷と引き換えのため、長時間使用の場合、命の保証はない。
- マスクは新規造形。

アラモードモード
プリンテゴチゾウで変身するヴラムの強化形態。キーカラーは銀。擬音語文字はプリンアラモード風の「ぷるん」。
変身音声は「コンプリート！アラモードモード！ボナペティ！」。
武器のほかに触手も用いた多彩な技で戦い、盾・シルバディフェンサーと銀食器のように硬いボディーで敵の猛攻をも耐え抜く。
- 撮影用スーツはアップ・アクション兼用の1着が制作された。

スペック
| 名称                 | 身長     | 体重    | パンチ力 | キック力 | ジャンプ力 （ひと跳び） | 走力 （100 m） | 初登場 |
| -------------------- | -------- | ------- | -------- | -------- | ----------------------- | -------------- | ------ |
| プリンカスタム       | 199.3 cm | 87.8 kg | 1.7 t    | 2.4 t    | 5.1 m                   | 7.4秒          | 第17話 |
| ゼリーカスタム[79]   | 199.3 cm | 86.4 kg | 1.3 t    | 1.8 t    | 3.8 m                   | 7.7秒          | 第20話 |
| アラモードモード[80] | 201.4 cm | 98.5 kg | 2.9 t    | 6.8 t    | 4.6 m                   | 7.2秒          | 第40話 |

ツール・武器
ヴラムブレイカー
ヴラムの専用武器。近接戦用の鎌形態と中遠距離戦闘用の弓形態の2形態を使い分ける。
- アップ・アクション用の2種類が用意され、アクション用は弓を大きく引く際に使われる。

シルバディフェンサー
アラモードモード用の盾型武材。プリンテゴチゾウを使用することによって生成された。物理的防御のほか、対象の捕縛も可能な特殊領域をエネルギーを込めることで展開する。

必殺技
ヴラムシューティング
ヴラムブレイカーの放出口・バラージヴェインにゴチゾウをセットし、エネルギーウォールを前方に形成し、複数の電磁エネルギーを利用したエネルギーアローを一斉射撃する。
プディングクラッシュ
プリンカスタムの必殺技。
ゼリークラッシュ
ゼリーカスタムの必殺技。
プリンテンペスト
アラモードモードの必殺技。

### 仮面ライダービターガヴ
ビターガヴで変身する仮面ライダー。
- 初登場時はさほど強くなく、ヴラムに押されて退場するが、「真似したくなる要素」として、特徴的な構えをして関節が戦闘中に外れるシーンを入れたという[31]。

形態
スパーキングミフォーム
ダークショウマがスパーキングミゴチゾウで変身するビターガヴのメイン形態。擬音語文字は赤紫色の発泡した「ジュワ」。
変身音声は「スパーキングミ、ヤミー！」。
その戦法は身体の損傷も厭わない過激なもので、自ら生み出した大剣であるビターガヴガブレイドを武器とする。
- ガヴ ポッピングミフォームがポップなグラデーションカラーであったのに対して、黒いボディーに赤や黄色のグラデーション、ライン取りやディテールも鋭角的になっており、すべてが対照的にスタイリングされている。

ブレイクッキーフォーム
マーゲンがブレイクッキーゴチゾウで変身する形態。
変身音声は「ブレイクッキー、ヤミー！」。
バキバキスティックフォーム
ジープがバキバキスティックゴチゾウで変身する派生形態。
変身音声は「バキバキスティック、ヤミー！」。
ニエルブの改造によってベイクよりも強化している。人間の行動を操る催眠音波を出すグラニュートと融合したことで、その能力を使うことが可能。
- ポテトスティック型スナック菓子がモチーフ。
- 変身ポーズは、ショウマが人間とグラニュートのダブルであるのに対して、純血のストマック家であるというプライドを表現するために、ショウマの変身ポーズの手の動きを2倍にしており、シータと離れてしまったことを表すために手を離している。

マーブルブレイクッキーフォーム
酸賀研造がマーブルブレイクッキーゴチゾウで変身する形態。擬音語文字はマーブルクッキー風の「サクッ」。
変身音声は「マーブルブレイクッキー、ヤミー！」。

スペック
| 名称                           | 身長     | 体重     | パンチ力 | キック力 | ジャンプ力 （ひと跳び） | 走力 （100 m） | 初登場 |
| ------------------------------ | -------- | -------- | -------- | -------- | ----------------------- | -------------- | ------ |
| スパーキングミフォーム         | 193.6 cm | 72.9 kg  | 2.0 t    | 3.0 t    | 5.7 m                   | 7.0秒          | 第21話 |
| ブレイクッキーフォーム         | 201.5 cm | 103.6 kg | 2.7 t    | 6.6 t    | 5.2 m                   | 8.1秒          | 第33話 |
| バキバキスティックフォーム     | 196.6 cm | 64.2 kg  | 2.7 t    | 6.6 t    | 7.5 m                   | 6.0秒          | 第38話 |
| マーブルブレイクッキーフォーム | 195.3 cm | 106.4 kg | 3.0 t    | 7.0 t    | 5.5 m                   | 7.2秒          | 第41話 |

ツール・武器
ビターガヴ
ビターガヴの変身ベルト。人間界のお菓子を食べることで眷属のゴチゾウを生成、ゴチゾウを用いることで狂暴化した特性を具現化する。「黒ガヴ」とストマック家から呼ばれている。普段はダークショウマの腹部に生えており、変身時に注入器官が腹部に巻かれる。舌・ディスタンにゴチゾウをセットし、「BITE ○○」の待機音声が鳴ると、バックル右側のハンドル型咀嚼器官・マンチビーターを回転させることで上顎・ヘグバイトによって咀嚼が行われ、バックル左側の舌鼓・ダークディバウアーを押すことで特定の変身音声とともにビターガヴに変身する。フォームチェンジや必殺技の発動も同様のシークエンスで行われる。
マーゲン・ジープ・酸賀が用いるビターガヴは、ニエルブによって移植された。
ビターガヴガブレイド
ビターガヴから取り出される、ビターガヴの剣型武器。起動部・ガルプダウにはゴチゾウの特殊能力を吸収する機能も有しており、狂暴化させた特殊能力である特殊技巧を発動可能。
- 撮影用プロップはアップ・アクション兼用。

必殺技
スパーキングミエンド
スパーキングミフォームの必殺技。
ブレイクッキーエンド
ブレイクッキーフォームの必殺技。
バキバキスティックエンド
バキバキスティックフォームの必殺技。
マーブルブレイクッキーエンド
マーブルブレイクッキーフォームの必殺技。

マシン

ブルキャンバギースパイシー
ブルキャンスパイシーゴチゾウを使用することで生成される特殊車両。
タイヤ側面に備わる射出口ステイミュドロップから炸裂弾を連射できる。駆動輪・ウィーティゴは、酸や毒に強い耐性を有しており、危険区域への侵入も可能。

### 仮面ライダーベイク
酸賀研造がベイクマグナムで変身する仮面ライダー。
グラニュートや絆斗たち仮面ライダーとの戦闘データを集約・解析して作られた。
- 酸賀役の浅沼は、ベイクマグナムを、キーワードを最後に音声入力して発動するシステムにしてしまって「なんだっけ。あーそうだ。変身」と「言わなきゃいけないから言った」ような感じをイメージしたという[16]。変身アイテムの使い方も「変身」の言い方も、彼にとってはカッコいい決め台詞などでは決してない、「作業のひとつ」であると思ったという[16]。

形態
ブレイクッキーフォーム
ブレイクッキーゴチゾウで変身するベイクのメイン形態。キーカラーはこげ茶や濃色の黒、黄土色。擬音語文字はクッキー風の「サクッ」。
変身音声は「ビヨンドバイオロジー、ベイク」。
トリッキーな攻撃と、ベイクマグナムによる銃撃で翻弄する。

スペック
| 名称                   | 身長     | 体重    | パンチ力 | キック力 | ジャンプ力 （ひと跳び） | 走力 （100 m） | 初登場 |
| ---------------------- | -------- | ------- | -------- | -------- | ----------------------- | -------------- | ------ |
| ブレイクッキーフォーム | 195.3 cm | 84.2 kg | 2.5 t    | 6.4 t    | 7.1 m                   | 6.6秒          | 第27話 |

必殺技
ベイキングフルブラスト
ブレイクッキーフォームの必殺技。ベイクマグナムのクリムゾンジャッキを2回開閉させて発動する。
バーニングエクスプロージョン
ブレイクッキーフォームの必殺技。

## グラニュート
異世界の知的生命体。腹部にはガヴと呼ばれる器官がある。本来の主食は石などの鉱物だが、人間界のお菓子も食べることができる。グラニュート全体が邪悪な種族というわけではなく、ストマック社が密かに流通させた闇菓子の虜になった一部のグラニュートが闇菓子に釣られてバイトとなり、闇菓子のスパイスとなる人間を確保するために人間界で暗躍している。一部のバイトはニエルブによって人間態をとるための改造手術を受けており、ガヴの内側には後述のミミックキーを装着するスロットやコードなどの金具パーツが取り付けられている。
ミミックキーを腹部のスロットにセットすることでグラニュート態と特定の人間の姿（人間態）を自在に切り替えることができる。人間態の性別や外見年齢はグラニュート態とは無関係で、男性のグラニュートが女性の人間態になることや、成人のグラニュートが子どもの人間態になる場合もある。また、ミミックキーでとられる人間態の姿は固定のものではなく、修復した別のミミックキーをガヴやミミックデバイザーにセットすることで別の姿をとることも可能。
- 幹部以外のグラニュートは、各々のモチーフの上半身のパーツに基本3パターンのボディースーツの下半身を組み合わせている[9]。

エージェント
ストマック家のガヴから生み出される眷属。あらゆる任務を高い知性によってこなし、さまざまな戦闘術や武装に長けている。生みの親への忠誠心は服やマスクのパーソナルカラーによって示されており、戦闘力も主の能力に相関する模様。

バトラー
ボッカ・ジャルダックの使役する眷属。迅速かつ柔軟に要求に対応できる能力や、秀でた教養を備えている。また、卓越した忠誠心と戦闘術によって、自らを省みることのない鉄壁のガードとしても機能可能。

## 用語
ゴチゾウ
ショウマが人間界のお菓子を食べることで赤ガヴから生み出される眷属。仮面ライダーの戦闘で用いられる他、平時ではグラニュートの捜索も行う。一部のゴチゾウを除いて力を使い果たすと消滅し昇天する。
- お菓子のモチーフが決まる前にモンスターのライダーというのがあり、そこにお菓子の要素が加わり、モンスターのライダーという設定はコワかわいいモンスターとしてゴチゾウにつながったという。また、玩具の遊びとして残したストラップ穴はじゃらじゃら持ち歩く変身アイテムという思案が分化したものであるという。
- 変身解除後にゴチゾウが昇天する演出は、ガヴのお腹の口の中で「食べ物」である彼らが食べられて消化されて天に帰るという表現であるという。

| 英字表記         | 名称                   | 元となったお菓子                       | 初登場 | 備考 |
| ---------------- | ---------------------- | -------------------------------------- | ------ | --- |
| POPPINGUMMY      | ポッピングミ           | グレープ味のグミ[86]                   | 第1話  | |
| KICKIINGUMMY     | キッキングミ           | オレンジ味のグミ[86]                   | 第1話  | |
| VROCAN           | ブルキャン             | ロリポップキャンディ[86]               | 第1話  | 生成する車両の形状はショウマの指示によって変えることが可能で、人間界のバイクをモデルに移動用のバイクを生成した[2]。 |
| ZAKUZAKUCHIPS    | ザクザクチップス       | ポテトチップ[86]（うす塩味[87][注 8]） | 第2話  | |
| PUNCHINGUMMY     | パンチングミ           | ソーダ味のグミ[86]                     | 第3話  | |
| FUWAMALLOW       | ふわマロ               | バニラ風味のホワイトマシュマロ[86]     | 第4話  | |
| MARUMALLOW       | まるマロ               | イチゴ味のマシュマロ[86]               | 第4話  | |
| HIRIHIRICHIPS    | ヒリヒリチップス       | ポテトチップ（スパイシー）[86]         | 第5話  | |
| Chocodan         | チョコダン             | ミルクチョコレート[86]                 | 第6話  | |
| Chocodon         | チョコドン             | ホワイトチョコ[86]                     | 第6話  | |
| GURUCAN          | グルキャン             | ペロペロキャンディ[86]                 | 第9話  | とても重量がある[62]。                                                                                              |
| BAKUCAN          | バクキャン             | ドロップス[86]                         | 第10話 | |
| DOUMARU          | ドーマル               | ドーナツ[86]                           | 第10話 | |
| -                | ブシュエル             | ブッシュドノエル[86]                   | 第13話 | |
| -                | ケーキング             | イチゴのショートケーキ[86]             | 第14話 | 何度用いてもなくならないが、エネルギーの消費は激しい[49]。                                                          |
| DOPPUDDING       | どっプリン             | プリン                                 | 第17話 | ニエルブが人造的に作り出したもの[75]。                                                                              |
| PURUJELLY        | ぷるゼリー             | ゼリー                                 | 第20話 | |
| SPARKINGUMMY     | スパーキングミ         | コーラ味のグミ                         | 第21話 | |
| VROCANSPICY      | ブルキャンスパイシー   | スパイシーキャンディ                   | 第22話 | |
| Chocold          | チョコルド             | -                                      | 第23話 | 酸賀によって新造された。                                                                                            |
| BLIZZARDSORBEI   | ブリザードソルベエ     | アイスクリーム                         | 第24話 | |
| BREACOOKIE       | ブレイクッキー         | チョコチップクッキー                   | 第26話 | |
| -                | フラッぺいず           | チョコフラッペ                         | 第28話 | |
| POPBURN          | ポップバーン           | ポップコーン                           | 第29話 | |
| CARAMELMEL       | キャラメルメル         | キャラメル                             | 第31話 | |
| -                | みたらもっち           | みたらし団子                           | 第37話 | |
| BAKIBAKISTICK    | バキバキスティック     | ポテトスティック                       | 第38話 | |
| -                | プリンテ               | プリンアラモード                       | 第40話 | |
| MARBLEBREACOOKIE | マーブルブレイクッキー | マーブルクッキー                       | 第41話 | |
| PRUJELLY         | ぷるゼリー             | メロンゼリー                           | 第43話 | |
|                  | ダミーゴチゾウ：PLE    |                                        | 第47話 | ニエルブが新造したダミーゴチゾウ。強制的に人間を幸福感で満たす機能を持つ。                                          |
|                  | ダミーゴチゾウ：OPE    |                                        | 第47話 | ニエルブが新造したダミーゴチゾウ。強制的に人間を操作する機能を持つ。                                                |
| AMAZINGUMMY      | アメイジングミ         | グミ                                   | 第48話 | グミを不屈の闘志で食べた際に生まれる極めて再現性が低い希少なゴチゾウ。                                              |

闇菓子
ストマック社が秘密裏に製造・販売している菓子。グラニュート界でも非合法な品であり、密かに取引されている。甘い味で、一度口にしたグラニュートは際限なく闇菓子を求めるようになり、ストマック社のバイトとして闇菓子と引き換えるために人間界で人間を狩るようになる。
- 実際に食べられるものもプロップとして用意されたが、食べたキャストが驚くほど堅かったといい、片桐仁は顎をもっていかれたほか、ナイフでうまく切れなかったため、炙ったナイフで切りやすくしたという。

ヒトプレス
闇菓子の材料となるスパイス。
グラニュートのガヴから伸びた舌を巻き付けられた人間が変化させられたもので、元になった人間が描かれたアクリルキーホルダーに赤いリボンを巻き付けたような外観をしており、スパイスを搾り取られると命を失うが、ヒトプレスにされただけであれば助かる見込みがあり、リボンを切ると元の人間に戻る。だが、ヒトプレスが真っ二つに割られたりすると、元の人間も死ぬ。
幸せな瞬間にヒトプレスにすることでより良質なスパイスになるらしい。品質ごとに等級分けされており、バイトの報酬はヒトプレスの質や量によって決まる。
人間を捕らえるための「技術」であるといい、早恵が逃亡する事件などをきっかけに、「材料」となる人間の逃亡を防ぐためにヒトプレスのシステムが確立された。
- 当初は「ストレスを人間に与えて不幸にしてからヒトプレスにする」という設定であったが、ショウマの過酷な生い立ちに悲惨なストーリーが加わってしまうため、「幸せな人間を襲う」ことにすることで、作品のテーマ性に合ったという。
- 企画段階でも「アクキー」と呼ばれており、じゃらじゃら持ち歩く変身アイテムが分化したものであるという。人間をさらうにしてもその場で食べてしまうのも厳しく、そのままの状態だと連れ去りにくいため、効率的な人間をさらうには？という発想から生まれた設定として、アクリルキーホルダーにすることとなったという。

はぴぱれ
幸果が社長を務める何でも屋。
- 店舗の外観は三鷹天命反転住宅で撮影。

## キャスト
ストマック家やリゼルは、全身が怪人態の際は動きにも制約が出て、激しいアクションもあるため、スーツアクターが演じているが、頭部のみ怪人態の際はスーツアクターではなく、人間態を演じた役者本人が演じている。

### レギュラー・準レギュラー
- ショウマ・ストマック / 仮面ライダーガヴ - 知念英和[2][注 10]
- 辛木田絆斗 / 仮面ライダーヴァレン - 日野友輔[2]
- 甘根幸果 - 宮部のぞみ[2]（1 - 3・5 - 48）
- ラキア・アマルガ / 仮面ライダーヴラム[注 11] - 庄司浩平[89]（12・13・15 - 48）
- 酸賀研造 / 仮面ライダーベイク - 浅沼晋太郎[40]（3 - 8・10・12・14・15・18 - 28・41・42）
- グロッタ・ストマック - 千歳まち[2]（2 - 4・7・8・10・12 - 16・19 - 21・29 - 31・34 - 40・44）
- ニエルブ・ストマック - 滝澤諒[2]（2・4・6 - 10・13 - 21・26・28 - 30・32 - 35・37 - 39・41 - 47）
- シータ・ストマック - 川﨑帆々花[2]（2 - 14・30・34・37・38・44・48）
- ジープ・ストマック[注 12] - 古賀瑠[2]（2 - 16・29 - 32・34 - 39・41・43・44・46 - 48）
- リゼル・ジャルダック - 鎌田英怜奈（29 - 32・34 - 41・43・45 - 48）
- ボッカ・ジャルダック - 舟木健（43）
- 井上みちる - 中島亜梨沙（1・2・4・5・13・14・24・35・36・43・46）
- 井上優[27][注 13] - 半田周平（30・31・34・37・39・41 - 43・47・48）
- 塩谷壮士 - 小松利昌（1 - 6）
- ランゴ・ストマック - 塚本高史[2]（2・4・5・8・9・11 - 16・19・21・23・29 - 31・33 - 36・40・42・44 - 48）

### 声の出演
- ボッカ・ジャルダック - 安元洋貴（29・30・32 - 34・36・37・41・43・45 - 48）
- デンテ[注 14] - 多田野曜平[28]（5 - 7・13・15・16・22 - 24・27 - 29・32 - 36・38 - 40）
- ブーシュ[注 15] - 竹内良太[28]（5・14・35）
- コメル・アマルガ[注 16] - 山本和臣（18・19・25・26・39）
- ゾンブ - 島田敏（23・46）
- ソルベエ - 喜屋武和輝（24 - 26）
- フラッぺいず（28・29・31・32・34・37・41 - 43・46 - 48）、バトラー[90][注 17] - 下和田ヒロキ
- マーゲン - 高木渉（30・32 - 34）
- エージェント / ゴチゾウ - 櫻井皓基、東海林亜祐
- プリンテ - 円くるみ（40 - 42・45）
- グラニュート - 仁胡（44）

### ゲスト
- 廣井始 - 平野絢規（1・2・44）
- 幼いショウマ - 高木波瑠（1・2・5・13・14・20・23・24・35・36）
- 始の母 - 芳野友美（1・2）
- 始の父 - 森山祥伍（1・2）
- 白壁恵子 - 木元ゆうこ（1）
- 佐藤律 - 田中梨瑚（2・3・35・36）
- 辛木田早恵 - 我妻三輪子（2・20・22・23）
- 幼い絆斗 - 木村優来（2）
- 筋元弥彦 - 阿部亮平（3）
- 社長 - 加藤満（3）
- 仲村良治 - 花ヶ前浩一（4）
- 仲村睦子 - 磯西真喜（4）
- 子供 - 堂宮鼓太郎（5）
- 母親 - 藤田悠未（5）
- 男 - 河中奎人（6）、村岡弘之（41）
- 女 - 結稀キナ（6）
- 絵川末継 - 辻岡甚佐（7・8）
- 立彫珠希 - 安藤奈々子（7・8）
- 宝屋敷雅子 - 山口果林（7・8）
- 高瀬きらり - 太田結乃（9・10）
- リカ - 諏訪結衣（9）
- 原田先生 - 板倉武志（9）
- 男の子 - 石井楓薫（9）
- 少年 - 福田清太（9）
- マダム - 福本さち（9）
- 女性 - 倉澤志央（9）
- おっちゃん - 小川大二郎（10）
- 主婦 - 夏海遥（10）
- 鳥谷栄美 - 石川瑠華（11・12）
- 鳥谷葉奈 - 斉藤里奈（11・12）
- 幼いシータ - 田辺瑛里（13・14）
- 幼いジープ - 楠楓馬（13・14）
- アーティスト - 霜山京（13）、久保雄司・森谷勇太（20）
- 裁判官 - 帆足健志（15）
- 被告人 - 山口改（15）
- 映画俳優 - 水石亜飛夢・都丸紗也華（16・17）、眞嶋優（17）
- 近所の主婦 - 大寺亜矢子、高園みほ（17）
- 劇場スタッフ - 市原朋彦（17）
- サラリーマン - 枝光利雄（17）
- 御手洗タケシ - 渡邊樹（17）
- 御手洗タケシの父 - 持永雄恵（20）
- 御手洗タケシの母 - 八重澤ひとみ（20）
- おでん店主 - 今井靖彦（21）
- 菓子屋店主 - 神尾直子（21）
- 店員[91][注 18] - 梶山翔太郎（21）
- 拳谷加太郎 - 浦山佳樹（23・24）
- 襲われた男性[92][注 18] - 鍜治洸太朗（23）
- 源浩二 - 横山歩（25・26）
- 依頼人 - 水嶋ミナ（25）
- 女性 - 坪井渚紗（25）
- 通行人 - 榮男樹（28）
- ジエイズ・桜井 - 海老原恒和（29）
- 桜井の妻 - 倉橋うみ（29）
- ジエイズ・宇川 - 結城洋平（29）
- デスクワーカーズ女性 - 広畑咲奈（29）
- カフェ店員 - 桒原百花（29）[93][注 17]
- 井上遥 - 鈴木タカラ（31）
- ショップ店員 - 三嶋健太（31）
- 井上充 - 佐々木陽平（31）[94][注 17]
- マーゲン - 二橋進一（33・34）[95]
- 男児 - 横井尊（34）
- 母親 - 最上夏葵（34）
- U・M・A[注 19]（35・36）
  - クーリー - 青木駿（Navvvy）
  - 王子 - 溝口雄大
  - カラス - さくまとものり（ヒナタトカゲ）
  - シゲ - サガワハヤト（シノカ）
- 安藤寛人 - 今泉雄士哉（37・38）
- 安藤玲奈 - 吉野実紗（37・38）
- アナウンサー - 八木優衣（37）
- 木皿 - 芝崎昇（39・40）
- 木皿の妻 - 奥田由美（39・40）
- 隊長[96][注 18] - 井口尚哉（39）
- 商店街の人 - 矢彦沢清志（40）
- 吉田 - 宮武真央（42）
- ニット帽の男 - 保坂直希（44・46）
- タオリン - 中島颯太（44）
- クラープ - 木村慧人（44）
- カリエス - 世界（44）
- 飼い主 - 森本千佳子（45）
- 幼いニエルブ - 楠楓馬（46）

### スーツアクター
- 仮面ライダーガヴ[2]、ショウマ・ストマック（吹き替え）[39]、ブーシュ・ストマック[97]、ゾンブ・ストマック[97] - 縄田雄哉
- 仮面ライダーヴァレン[2]、辛木田絆斗（吹き替え）[98] - 鍜治洸太朗
- ラーゲ9[6] / 仮面ライダーヴラム[6] - 永徳
- 仮面ライダービターガヴ[7]、ニエルブ・ストマック[27]、バトラー[27] - 中田裕士
- 仮面ライダーベイク[7]、仮面ライダービターガヴ（酸賀）[27]、ハウンド[99]、オタケ[16] - 北村海
- デンテ・ストマック[28] - 岡元次郎
- シータ・ストマック[6]、コメル・アマルガ[10] - 五十嵐睦美
- ジープ・ストマック[6]、仮面ライダービターガヴ（ジープ）[83] - 酒井和真
- グロッタ・ストマック[100]、エージェント[101] - 宇佐見紗風
- ランゴ・ストマック[102] - 横山一敏
- ラーゲ9（12）[9]、リッパー[103]、仮面ライダービターガヴ（マーゲン）[95] - 米岡孝弘
- ボッカ・ジャルダック[7] - 高田将司
- マーゲン[95] - 二橋進一
- ディーン[104]、チョール[104]、スミール[104] - 井口尚哉
- ロジョー[18] - 今井靖彦
- ラゴー[105] - 川島翔太郎

## スタッフ
チーフプロデューサーは『仮面ライダーギーツ』など多くの仮面ライダー作品に携わった武部直美、パイロット監督は『仮面ライダーゼロワン』の杉原輝昭、メインライターは『快盗戦隊ルパンレンジャーVS警察戦隊パトレンジャー』の香村純子が担当する。
- 原作 - 石ノ森章太郎[2]
- スーパーバイザー - 小野寺章
- ゼネラルプロデューサー - 大川武宏（テレビ朝日）[2]
- プロデューサー - 芝高啓介（テレビ朝日）、武部直美・瀧島南美（東映）[2]
- 脚本 - 香村純子[2]、金子香緒里、毛利亘宏、内田裕基、八手三郎
- 音楽 - 坂部剛[2]
- 撮影 - 植竹篤史、中村耕太、倉田幸治
- 照明 - 泉田聖、左納康弘、柴田信弘、加藤賢也
- 美術 - 福澤勝広
- 録音 - 本間彰太、武藤あすか、村上洋祐
- 編集 - 佐藤連
- スクリプター - 梅木望帆、森みどり、國米美子、山室佳代、栗原節子、吉田純子、柿﨑徳子、太田楓花
- 助監督 - 伊藤良一、平舘銀河
- 制作担当 - 田中耕作、東正信、本間隆廣
- ラインプロデューサー - 佐々木幸司（1 - 20）、青柳夕子（21 - 32）、下前明弘（33 - ）
- Bカメラ（1 - 6）  - 中村耕太
- VE - 平金聡一郎、小森広美、石川友一
- FO - 蔵原これむつ、内山竣馬、宮本樹、佐藤琢也、倉田幸治、長瀬平、加藤大樹、さとう真之
- CA - 宮本樹[注 20]、亀田輝、保泉柊弥、躯川天、石川友一、冨澤梨華
- 照明助手 - 柴田信弘（5・6・11 - 16）、石原充（1・2）、蟻正恭子（1・2・11・12）、八藤優美（1・2）、鹿野克己（17 - 24・41 - ）、権田典之（25 - 38）、稲嶺司（39・40）、速川英明（3・4・13 - 26・39・40 - ）、平山貴浩（3 - 6）、高橋朋晃・乾琴音（7・8）、左納康弘・及川厚（9・10）、渡辺雅俊（27・28・30 - 38）
- 照明応援（1）- 左納康弘・木村円香・速川英明・柴田信弘・藤井紗弓
- 録音助手 - 武藤あすか、本間彰太、中野雄一、関口浩平、下代宗太郎、山本日香瑠、遠藤拓也、中尾翔太
- 美術助手 - 荒木夏美（1 - 4）、近藤彩子（1）、安田菜々美（5 - 24）、水嶋冴子（15 - ）
- 装飾 - 塩満義幸（1 - 8・13 - 24）、権田光典（1・2・35 - ）、山岸正一（9・10）、神戸信次（11・12）、須田寛之（23 - 34）（東京美工）
- 小道具 - 寺坂由希菜（1 - 12・17 - ）、森元葵（13 - 16）、新庄凛々子（33・34）、山田ひかり（35 - 38）、吉阪滋子（39・40）、阿部郁（41・42）（東京美工）
- 装置 - 井上天見・高橋達也（紀和美建）
- 衣裳 - 村上晶子・元木裕里有、榊原綸（9 - 18）（東京衣装）
- ヘアメイク - 細呂木美希 / 蔵持葉月、後藤真名美、中山麻美、野田幸子、榊原なつ実、西田美香（ザフェイスメイクオフィス）
- キャラクター管理 - 八巻亜由子
- キャラクター管理補佐 - 矢島歩武（35 - ）
- 特殊メイク - 中田彰輝（ZOMBIE STOCK）
- 絵コンテ - 伊藤そうあ、三浦駿樹、持田隼生、上野隼
- OP絵コンテ（2）- 三浦駿樹
- モニターデザイン[注 21] - 佐々木智章
- 操演 - 高木友善・永田拓也（ライズ）
- カースタント&コーディネート - 西村信宏（武士レーシング）
- ドローン - 蔵原これむつ（24）、倉田幸治（28）
- 理容指導（31） - 大橋正宏
- 助監督 - 塩川純平、平舘銀河、竹内祐一、芳賀暖子、奈良優太、川村綾、川井田理、神原沙彩、マシュー・ワタナベ、玉川隆昭、小澤藍香、池嶋優作、外山雅幸
- 助監督応援 - 伊藤良一（27 - ）
- フードコーディネーター - 若月佑太（3・13・14・32・38）、Ryo Nakajima（38）
- 農業指導（4） - 鯉淵学園農業栄養専門学校、川藤直道
- 進行主任 - 本間隆廣（1 - 34・37 - 40）、永井大裕（1 - 26・29 - ）、式守修（19・20・25 - ）、田中耕作（35・36）
- 進行 - 山田理穂（25 - 38）、持田侑我、石山瑠美（1 - 14）
- 制作応援 - 魚田孝浩（25 - ）
- 制作デスク - 梓澤美来、中谷諭史（15 - 40）、添田龍輝（29 - ）、近藤孔明[注 22]
- MA - 長谷川真鷹（SoundRound）
- 音響効果 - 村田桃子・桑原秀綱（SoundRound）
- 選曲 - 山本祐輝、河村利典（1 - 24）（SoundRound）
- 音響効果助手 - 橋場未知（25 - ）（SoundRound）
- オンライン編集 - 佐伯洋介（東映デジタルラボ）
- アシスタント - 加藤大輝（東映デジタルラボ）
- ポスプロデスク - 田村涼（東映デジタルラボ）
- 編集助手 - 日髙啓七、伊藤沙緒（19 - ）
- MAオペレーター - 宮原健
- 技術運営 - 川崎秀彦・林和哉[注 23]
- 仕上担当 - 見立英里
- キャラクターデザイン - 田嶋秀樹（石森プロ）・PLEX
- クリーチャーデザイン - K-SuKe・武藤聖馬・篠原保
- キャラクター造型制作 - ブレンドマスター / ブレンドワークス
  - 特殊造型コーディネーター - 蟻川昌宏
- 日本映像クリエイティブ
  - VFXスーパーバイザー - 三輪智章
  - VFXアーティスト - 勝又拓海・今井昭克・翁長優・長滝由依・辛多憓、塚本龍斗（1 - 8）、笹江政毅（1 - 6）、宮脇翔太（22 - 36）、竹下颯馬（37 - ）、小松祐規（40 - ）、磯田功介・水本悠友（39 - 47）、千田壱成（40 - 47）、小林淳之介（39 - 47）、八田充（40 - 47）、高橋泰孝（15 - 32）、徳永拓馬（17 - 47）、若林純（20 - 26・29 - 32）
- GlitterMagic.Co,Ltd.
  - ChiwinBas・Wanwisa Amm Polyiem・Chaiyaporn Riangngoen・Sathanee Dechapraphun・Noraphat Klaolamom、Chanakarn Chookleang（11 - ）
- スタジオ・バックホーン（1）
  - VFXディレクター - 水石徹
  - デジタルアーティスト - 中屋健治
- CG制作 - 特撮研究所
  - 特撮コーディネーター - 中根伸治
  - 特撮スーパーバイザー - キムラケイサク（TIPS）
  - デジタル合成
    - 祖父江成則（1 - 10・20）、瀬川信康（1 - 4）
    - 諸星勲（マリンポスト）
    - 上嶋侑（3 - 6・9 - 19 / TIPS）
    - 小柴浩（3・4・9・10・20・23・24・27・28・31・32・39 - / 日本エフェクトセンター[注 24]）
    - 足立亨（23・24）
    - むとうゆうみ（27・28 / 日本エフェクトセンター）
    - 塚本龍斗（27・28・31・32・39 - / 日本エフェクトセンター）
- 3Dモデリング（1・2） - ユズリハヒデキ・中野映
- チーフCGプロデューサー（1・2） - 小林雅士（株式会社レイルズ / Reils,inc）
- CGディレクター（1・2） - 岡本晃（株式会社レイルズ / Reils,inc）
- CGアーティスト（1・2） - 菅原尚子・中野佑太（株式会社レイルズ / Reils,inc）
- CGアニメーション制作 - サンジゲン（3・4）
- CGアニメーター - 森田紘吏（3・4）
- CGプロデューサー - 石井優樹（1・2 / 株式会社レイルズ / Reils,inc）、保住昇汰（3・4）
- 映像制作協力（25・26） - 東京コミュニケーションアート専門学校・久保田雪永・武内光・Nerujorlet
- Live合成
  - スーパーバイザー - 小林真吾
  - 統括ディレクター - 遠藤眞一郎
  - Ultimatteオペレーター -  NX・新堀美紅
  - モデリング・アセット調整 - Lazaro Suarez、小林透生（1 - 40）
- VPオペレーション - アイ・ペアーズ株式会社
  - プロデューサー - 伊藤衛
  - ディレクター - 田中克典・安居顯太朗・寺尾昂祐
  - オペレーター - 大塚伊織・藤澤みゆ・花山幸輝・原口陽色
  - Changdu Black Flame LinkageTechnology Co.Ltd
    - CG Director - 鄧小輝
    - Artistic Director - 薛樹柏
- 監修（9・10・15・16・25・26・31・32・37・38・43・44） - 香村純子
- 脚本協力（44） - 田倉まり
- AP - 石川歳一
- プロデューサー補 - 髙橋諒平（東映）
- 代理店担当 - 鈴木遼河（1 - 6）、鰐渕基広（ADK EM）
- 資料担当 - 山辺浩一・金子しん一（石森プロ）
- 編成 - 井上千尋（1・7 - 10）、寿崎和臣（2 - 6・11 - 18）、吉添智威、北見駿也（20 - ）（テレビ朝日）
- 宣伝 - 五色智哉（テレビ朝日）
- デジタル展開 - 渕勇二（テレビ朝日）、磯田ゆう・竹脇しをり
- インターネットデータ放送 - メディプレ
- 取材担当 - 平林京子
- 音楽プロデューサー - 飯田真由（avex trax）
- アクション監督 - 藤田慧（ジャパンアクションエンタープライズ）[2]
- 特撮監督 - 佛田洋[2]
- 監督 - 杉原輝昭[2]、柴﨑貴行[2]、諸田敏[2]、上堀内佳寿也[6]、田﨑竜太、中澤祥次郎
- 制作 - テレビ朝日、東映、ADKエモーションズ[106]

## 音楽
主題歌「Got Boost?」
作詞 - 藤林聖子 / 作曲 - SKY BEATZ・FAST LANE / 歌 - FANTASTICS from EXILE TRIBE
通常のオープニング映像は第2話から使用されている。第28話ではエンディングとして使用され、主要スタッフはオープニング、キャストおよびそのほかのスタッフクレジットは本編ラストに表示された。

挿入曲「Build up (Instrumental)」(9)
作曲・編曲 - 佐藤希久生 / 振付 - Nanako
元々は『仮面ライダービルド』にて、仮面ライダービルド ジーニアスフォームのテーマソングとして使用されていた曲。
劇中ではダンスの練習の際に使われていた。

挿入歌
「愛して」(13 - 16)
作詞 - 岸洋佑 / 作編曲 - 岸洋佑・山岸竜之介 / 歌 - 可児（岸洋佑）
「Shake it off」（40・46）
作詞 - 藤林聖子 / 作曲 - SKY BEATZ / 歌 - FANTASTICS from EXILE TRIBE
「HAPPY NOTE」（44）
作詞 - 藤林聖子 / 作曲 - 坂部剛 / 編曲 - tatsuo / 歌 - ショウマ（知念英和）

劇中使用曲「Home town」（20）
作詞・作曲・編曲・歌 - TEEDA

劇中歌「吹替版」（35・36）
作詞・作曲 - KumoHana / 編曲・歌 - Crab 蟹 Club

キャラクターソング
「Truth Hunter」
作詞 - 藤林聖子 / 作曲 - 坂部剛 / 編曲 - tatsuo / 歌 - 辛木田絆斗（日野友輔）
「Happy Parade」
作詞 - 溝口貴紀 / 作曲・編曲 - 酒井陽一 / 歌 - 甘根幸果（宮部のぞみ）
「被検体の進化における考察」
作詞 - 瀧尾紗 / 作曲・編曲 - tatsuo / 歌 - 酸賀研造（浅沼晋太郎）
「A ray of light」
作詞 - 藤林聖子 / 作曲・編曲 - 坂部剛 / 歌 - ラキア・アマルガ（庄司浩平）
「ロストシンメトリー」
作詞 - 瀧尾紗 / 作曲・編曲 - Ryo / 歌 - シータ&ジープ&リゼル（川﨑帆々花・古賀瑠・鎌田英怜奈）
「The Formula」
作詞 - 瀧尾紗 / 作曲・編曲 - tatsuo / 歌 - ニエルブ・ストマック（滝澤諒）
「One More Bite」
作詞 - 瀧尾紗 / 作曲・編曲 - tatsuo / 歌 - グロッタ・ストマック（千歳まち）

## 制作
プロデューサーの武部は、「世間の誘惑に惑わされず、強さを独りで考えて追求するヒーロー像」がやりたいと考え、大谷翔平や藤井聡太を参考に「ひとりで異世界からやってきた、事情を誰にも明かせない孤独な主人公」ということとなった。
戦う動機もショウマの悲しい過去によって描け、「孤独なヒーロー」という設定にしやすく、敵を悪そうに見せる意味もあったという。「独りでも生き抜く強さを知ってほしい」というのが作品の原点であり、当初から重めの過去にしたという。暗くなりすぎないように杉原が意識して、多くの色を画面に入れてポップな世界観にしたり、ゴチゾウやデンテなど子供に好かれるキャラクターを配置している。
本作品では「独りで頑張る」というのが裏テーマであり、主人公がロードムービーのようにしたかったといい、初期の段階で一か月くらいはロードムービーのような話をやることが決まったという。

## 放送日程
| 初放送日        | 話数 | サブタイトル             | 登場グラニュート                                                                                  | 脚本                    | 監督         |
| --------------- | ---- | ------------------------ | ------------------------------------------------------------------------------------------------- | ----------------------- | ------------ |
| 2024年 09月01日 | 1話  | おカシな仮面ライダー!?   | - ハウンド（演（男）、声 - 片桐仁）                                                               | 香村純子                | 杉原輝昭     |
| 09月08日        | 2話  | 幸せザクザクチップス     | - ウィップル（演（ジョギング男）、声 - 坪倉由幸）                                                 | 香村純子                | 杉原輝昭     |
| 09月15日        | 3話  | ソーダパンチは罪な味     | - ボン（演（弁当屋店員） - 小鳥遊可奈、声 - 石住昭彦）                                            | 香村純子                | 柴﨑貴行     |
| 09月22日        | 4話  | マシュマロおかわり!      | -                                                                                                 | 香村純子                | 柴﨑貴行     |
| 09月29日        | 5話  | 思い出がヒリヒリ         | - オタケ（演（大道芸人）、声 - 西野純一郎）                                                       | 香村純子                | 諸田敏       |
| 10月06日        | 6話  | 変身はビターチョコ       | - オタケ（演（大道芸人）、声 - 西野純一郎）                                                       | 香村純子                | 諸田敏       |
| 10月13日        | 7話  | 仮面の下はどんな味       | - ディーン（演（岩清水克美）、声 - 金重陽平）                                                     | 香村純子                | 杉原輝昭     |
| 10月20日        | 8話  | デュアル チョコレイト    | - ディーン（演（アマント・サルディーナ） - KOUROUSH AMINI INGO、声 - 金重陽平）                   | 香村純子                | 杉原輝昭     |
| 10月27日        | 9話  | トリック オア ダンス!    | - ヤード（演（ケーキ屋店主）、声 - 赤澤遼太郎）                                                   | 金子香緒里              | 柴﨑貴行     |
| 11月10日        | 10話 | 特盛り! キャンディ砲!    | - ヤード（演（ケーキ屋店主）、声 - 赤澤遼太郎）                                                   | 金子香緒里              | 柴﨑貴行     |
| 11月17日        | 11話 | あまい言葉にご用心!      | - アーリー（演（小6男子） - 加藤岳、声 - 田中美央）                                               | 香村純子                | 上堀内佳寿也 |
| 11月24日        | 12話 | ドーナツがつなぐ絆       | - アーリー（演（小6男子） - 加藤岳、声 - 田中美央）                                               | 香村純子                | 上堀内佳寿也 |
| 12月01日        | 13話 | 約束の手作りケーキ       | - シータ・ストマック - ジープ・ストマック - ロジョー（演（路上ミュージシャン可児）、声 - 岸洋佑） | 香村純子                | 杉原輝昭     |
| 12月08日        | 14話 | 奇跡の覚醒! ケーキング   | - シータ・ストマック - ジープ・ストマック - ロジョー（演（路上ミュージシャン可児）、声 - 岸洋佑） | 香村純子                | 杉原輝昭     |
| 12月15日        | 15話 | 脱走グラニュート!        | - ロジョー                                                                                        | 毛利亘宏                | 諸田敏       |
| 12月22日        | 16話 | ノエルのおくりもの       | - ロジョー                                                                                        | 毛利亘宏                | 諸田敏       |
| 2025年 1月5日   | 17話 | カラメる触手は幸福味     | - チョール（演（スカーフの女） - 龜田七海、声 - 前野智昭）                                        | - 金子香緒里 - 香村純子 | 柴﨑貴行     |
| 1月12日         | 18話 | 激強! プリンな用心棒     | - チョール（演（スカーフの女） - 龜田七海、声 - 前野智昭）                                        | - 金子香緒里 - 香村純子 | 柴﨑貴行     |
| 1月19日         | 19話 | プリンのほろ苦隠し味     | -                                                                                                 | 香村純子                | 杉原輝昭     |
| 1月26日         | 20話 | 突入! 闇菓子工場へ!      | - グロッタ・ストマック                                                                            | 香村純子                | 杉原輝昭     |
| 2月02日         | 21話 | ビターすぎるガヴ         | -                                                                                                 | 香村純子                | 田﨑竜太     |
| 2月09日         | 22話 | 真実は甘く苦い           | -                                                                                                 | 香村純子                | 田﨑竜太     |
| 2月16日         | 23話 | ブロークンスイーツ       | - スミール（演（焼肉屋大将）、声 - 街裏ぴんく）                                                   | 香村純子                | 諸田敏       |
| 2月23日         | 24話 | 復活のアイスひとさじ     | - スミール（演（焼肉屋大将）、声 - 街裏ぴんく）                                                   | 香村純子                | 諸田敏       |
| 3月02日         | 25話 | 虚像の幸せ 蜜の味        | - ル・ビート（声 - 小野友樹）                                                                     | 毛利亘宏                | 柴﨑貴行     |
| 3月09日         | 26話 | 怒りのぷっつんプリン     | - ル・ビート（声 - 小野友樹）                                                                     | 毛利亘宏                | 柴﨑貴行     |
| 3月23日         | 27話 | 酸いも甘いも焦がす程     | -                                                                                                 | 香村純子                | 杉原輝昭     |
| 3月30日         | 28話 | 絆のチョコフラッペ!      | -                                                                                                 | 香村純子                | 杉原輝昭     |
| 4月06日         | 29話 | ジープの電撃結婚!        | - オチル（演（見物爺）、声 - 肥後克広（ダチョウ倶楽部））                                         | 香村純子                | 諸田敏       |
| 4月13日         | 30話 | 最凶の大統領令嬢         | - オチル（演（見物爺）、声 - 肥後克広（ダチョウ倶楽部））                                         | 香村純子                | 諸田敏       |
| 4月20日         | 31話 | 辛苦マリアージュ         | - リッパー（演（理容師）、声 - 坂口辰平）                                                         | 内田裕基                | 上堀内佳寿也 |
| 4月27日         | 32話 | 本音をカップオン!        | - リッパー（演（理容師）、声 - 坂口辰平）                                                         | 内田裕基                | 上堀内佳寿也 |
| 5月04日         | 33話 | 一撃必殺!! オーバーガヴ! | - マーゲン                                                                                        | 香村純子                | 柴﨑貴行     |
| 5月11日         | 34話 | 100匹ゴチゾウ大作戦!     | - マーゲン                                                                                        | 香村純子                | 柴﨑貴行     |
| 5月18日         | 35話 | 甘さゼロ! 鉄壁のランゴ   | - ランゴ・ストマック                                                                              | 香村純子                | 杉原輝昭     |
| 5月25日         | 36話 | 逆転! 覚醒! マスターガヴ | - ランゴ・ストマック                                                                              | 香村純子                | 杉原輝昭     |
| 6月01日         | 37話 | 忘れたことはない         | - ラゴー（演（斎藤健二）、声 - 吉岡睦雄）                                                         | 毛利亘宏                | 諸田敏       |
| 6月08日         | 38話 | 憎しみの向こう側         | - ラゴー（演（斎藤健二）、声 - 吉岡睦雄）                                                         | 毛利亘宏                | 諸田敏       |
| 6月15日         | 39話 | 探し求めていたのに       | - グロッタ・ストマック                                                                            | 香村純子                | 中澤祥次郎   |
| 6月22日         | 40話 | 追憶のアラモード         | - グロッタ・ストマック                                                                            | 香村純子                | 中澤祥次郎   |
| 6月29日         | 41話 | にじり寄る眼鏡           | -                                                                                                 | 香村純子                | 柴﨑貴行     |
| 7月06日         | 42話 | 割れた思いの果てに       | - ニエルブ・ストマック                                                                            | 香村純子                | 柴﨑貴行     |
| 7月13日         | 43話 | 人間界はどんな味?        | -                                                                                                 | 毛利亘宏                | 諸田敏       |
| 7月20日         | 44話 | まぶしくて戻らない瞬間   | - ニエルブ・ストマック                                                                            | 八手三郎                | 杉原輝昭     |
| 7月27日         | 45話 | もう誰にも奪わせない     | - テ・ソー（演（占い師）、声 - 水野智則）                                                         | 香村純子                | 杉原輝昭     |
| 8月03日         | 46話 | 決意のショウマ           | -                                                                                                 | 香村純子                | 杉原輝昭     |
| 8月10日         | 47話 | 幸せのディストピア       | - ニエルブ・ストマック                                                                            | 香村純子                | 中澤祥次郎   |

## 放送・配信
放送局
| 放送期間        | 放送時間           | 放送局                                        | 対象地域       | 備考                     |
| --------------- | ------------------ | --------------------------------------------- | -------------- | ------------------------ |
| 2024年9月1日 -  | 日曜 9:00 - 9:30   | テレビ朝日（制作局） ほか系列フルネット全24局 | 日本国内       | 字幕放送・連動データ放送 |
| 2024年9月12日 - | 木曜 10:50 - 11:20 | 福井放送                                      | 福井県         |                          |
| 2024年9月17日 - | 火曜 10:55 - 11:25 | 四国放送                                      | 徳島県         |                          |
| 2024年9月28日 - | 土曜 5:00 - 5:30   | テレビ山梨                                    | 山梨県         |                          |
|                 | 土曜 6:00 - 6:30   | 山陰放送                                      | 島根県・鳥取県 |                          |
| 2025年3月9日 -  | 日曜 5:45 - 6:15   | 宮崎放送                                      | 宮崎県         | [ 114 ]                  |

配信元
| 配信期間 | 配信時間        | 配信サイト                  | 備考 |
| --- | --------------- | --------------------------- | --- |
| 2024年9月1日 -                                                                                                  | 日曜 9:30 更新  | 東映特撮ファンクラブ TELASA | 定額制による見放題見逃し配信 |
| |                 | TVer ABEMA                  | 最新話の無料見逃し配信 |
| 2024年9月1日 - 12月31日 2024年9月8日 - 12月31日 2024年11月10日 - 30日 2024年12月1日 - 31日 2024年12月8日 - 31日 | 日曜 9:30 更新  | YouTube( )                  | 第1話のみの期間限定配信 第2話のみの期間限定配信 第4・6・8・9話の期間限定配信 第4・6・8・9・13話の期間限定配信 第14話の期間限定配信 |
| 2024年9月4日 -                                                                                                  | 水曜 10:00 更新 | Amazon Prime Video          | 定額制による見放題見逃し配信 |

## 他媒体展開

### テレビシリーズ
『仮面ライダーガッチャード』
最終話にショウマ / 仮面ライダーガヴが登場。

### 映画
『仮面ライダーガッチャード ザ・フューチャー・デイブレイク』
2024年7月26日公開。前作『仮面ライダーガッチャード』の単独映画作品。テレビシリーズの放送開始に先駆け、ショウマ / 仮面ライダーガヴが登場。
『仮面ライダーガヴ お菓子の家の侵略者』
2025年7月25日公開。本作品の単独映画作品。公開時期にあたるテレビシリーズ第44話から第46話まで（本放送のみ）、同作品の映像がOPにて使用された。

### スピンオフ作品
『仮面ライダー 令和のゴージャス運動会』
仮面ライダーガヴが登場。

### Webムービー
『仮面ライダーガヴ変身講座』
バンダイYouTubeチャンネルで配信された変身講座。
スタッフ
- 監督 - 塩川純平
- アクションパート監督 - 藤田慧（ジャパンアクションエンタープライズ）

| サブタイトル                                          | 配信日         |
| ----------------------------------------------------- | -------------- |
| 仮面ライダーガヴ変身講座                              | 2024年 9月1日  |
| 【仮面ライダーガヴ変身講座(2)】仮面ライダーヴァレン編 | 12月8日        |
| 【仮面ライダーガヴ変身講座(3)】仮面ライダーヴラム編   | 2025年 1月26日 |

『仮面ライダーガヴ GRADUATIONS おかしなスクールデイズ』
東映特撮YouTube Officialと東映特撮ファンクラブで2025年3月16日から配信されるショートコント。
| サブタイトル                                         | 配信日         |
| ---------------------------------------------------- | -------------- |
| 仮面ライダーガヴ GRADUATIONS おかしなスクールデイズ  | 2025年 3月16日 |
| 仮面ライダーガヴ GRADUATIONS おかしなスクールデイズ2 | 4月13日        |

『仮面ライダーマジェード withガールズリミックス』
『仮面ライダーガッチャード』のスピンオフ作品。甘根幸果が登場。

### SWEET NIGHTMARE GAME
『SWEET NIGHTMARE GAME 〜おかしなゲーム大会〜』
『仮面ライダーガヴ Blu-ray COLLECTION』に収録のオリジナル映像特典。2025年4月9日発売のCOLLECTION1にPART1を収録。
キャスト
- ショウマ・ストマック - 知念英和
- 辛木田絆斗 - 日野友輔
- 甘根幸果 - 宮部のぞみ
- グロッタ・ストマック - 千歳まち
- ニエルブ・ストマック - 滝澤諒
- シータ・ストマック - 川﨑帆々花
- ジープ・ストマック - 古賀瑠